# 白草雁
白草雁（学名：Chloephaga hybrida），是雁形目鸭科的一种鸟类。

## 特征
白草雁体重约2281.8克，翼长约358毫米，嘴峰长约34.2毫米，喙宽度约16.6毫米，喙厚度约13.5毫米，跗蹠长约53.5毫米，尾长约131.8毫米。白草雁是部分迁徙的鸟类，其栖息在开放的海洋及海岛环境中，食性为草食性，主要食物来源是陆生植物。

## 亚种
- ：分布于阿根廷南部沿海地区和智利至火地群岛地区。
- ：分布于福克兰群岛。[4]